# Maly Trastsjanets udryddelseslejr
Maly Trastsjanets (hviderussisk: Малы Трасцянец, tr. Maly Trastsjanets; dansk: ~ Lille Trastsjanets; russisk: Малый Тростенец, tr. Malyj Trostenets) var en nazistisk udryddelseslejre, umiddelbart sydøst for Minsk i Hviderusland.
Maly Trastsjanets var den største nazistiske udryddelseslejr i Hviderusland. Den var en dødsfabrik, hvis eneste formål var at tage livet af fangerne. Henrettelserne foregik enten ved massenedskydning eller gasning. Mellem 60.000 og 65.000 blev myrdet i lejren. De myrdede var ud over krigsfanger fra Sovjetunionen først og fremmest jøder fra Minsk og omegn, Tyskland, Østrig og Tjekkoslovakiet.
Inden ofrene blev henrettet, blev de udplyndret for deres få ejendele, og var med til at grave deres egne grave. I skovområderne Blahawsjtjyna findes flere henrettelsespladser og massegrave, i Sjasjkovka skovområdet var opført et krematorie, til afbrænding af ofrene, der var blevet gasset i såkaldte" Gaswagen", mobile gaskamre. Krematoriet arbejdede dagligt.